# John Street (Schiedsrichter)
John Street (* 3. Januar 1932; † 6. Januar 2009) war ein englischer Snookerschiedsrichter. Während seiner Karriere leitete er fünfmal das Finale der Snookerweltmeisterschaft sowie zwei Partien mit einem Maximum Break.

## Leben
Street war seit 1960 als Snookerschiedsrichter tätig. In den 1980er und 1990er Jahren gehörte er zu den wichtigsten und bekanntesten Snookerschiedsrichtern. Regelmäßig leitete er wichtige Endspiele, darunter fünfmal das Finale der Snookerweltmeisterschaft. Ferner beaufsichtigte er zwölfmal das Endspiel des Masters und viermal jenes der UK Championship. Insgesamt kommt er so auf 21 geleitete Triple-Crown-Endspiele. Daneben leitete er auch zwei Partien, in denen ein Maximum Break gespielt wurde: von Willie Thorne bei der UK Championship 1987 und von Jimmy White bei der Snookerweltmeisterschaft 1992. Seinen letzten Auftritt hatte er im Endspiel des Masters 1997, danach setzte er sich zur Ruhe.
Nach seinem Karriereende verfasste er einen Ratgeber über die Regeln des Snookersports. Sein zusammen mit Peter Rook geschriebenes und 1997 im Eigenverlag veröffentlichtes Werk behandelt die damals gültigen Regeln des Snookers und sollte einen Einblick in die Tätigkeit des Snookerschiedsrichters geben. Steve Davis steuerte ein Vorwort bei. Street war außerdem Kolumnist bei zwei unterschiedlichen Snooker-Magazinen (Pot Black und Cuesport).
Street starb am 6. Januar 2009, nur drei Tage nach seinem 77. Geburtstag. Todesursache war eine Erkrankung der Lunge. Er hinterließ seine Frau und zwei Kinder. Sein Tod wurde von seinem Freund und früheren Kollegen Eirian Williams bekanntgegeben.

## Werke
- John Street, Peter Rook: The Billiards and Snooker Referees’ Handbook. John Street, Exeter 1997, ISBN 978-0-9533313-0-7.